# Екоцентризм
Екоцентризм (від грец. οἶκος, oikos — «дім» і грец. κέντρον, kentron — «центр»; екоцентричний холізм) — світоглядна концепція, згідно з якою всі види дикої природи та  екосистеми є морально значущими й вимагають більшої моральної турботи, ніж окремі особини. Як суб'єкт моралі, моральний партнер розглядаються види живих істот і екосистеми. У цьому екоцентризму протистоїть антропоцентризм, який суб'єктом моралі розглядає тільки людину. Також екоцентризм відрізняється і від біоцентризму, який розглядає суб'єктом моралі тільки особин птахів і ссавців.
Нині екоцентризм і біоцентризм розглядаються як два рівнозначних і взаємодоповнюючих напрямки в екологічній етиці.
У рамках екоцентризму захист дикої природи й видів живих істот проводиться не скільки для цілей людини, а насамперед для захисту дикої природи заради себе самої.

## Становлення екоцентризму
Засновником екоцентризму є американський еколог і екофілософ Олдо Леопольд. У своїй книзі «Календар піщаного графства» він вперше став говорити про те, що  екосистеми і види живих істот є морально значущими.
У 1990-роки його погляди були розвинені американськими екофілософами Холмсом Ролстоном III, Беярдом Каллікоттом, Джеком Тернером.

## Екобіоцентризм в охороні природи
Активними практичними прихильниками екобіоцентрізму є громадські екологічні організації, що займаються охороною дикої природи, такі як американська «Земля перш за все», на базі якої був створений Фронт визволення Землі, а також «Фронт визволення тварин». Ці організації здійснюють диверсії та діють терористичними методами, в результаті яких не раз страждали і навіть гинули люди (див. Фронт визволення Землі).

## Ресурси Інтернету
- Тернер Дж. Дикость и дикая природа. — К.: КЭКЦ, 2003. — 72 с.  [Архівовано 23 вересня 2015 у Wayback Machine.]
- Сингер П. Освобождение животных. — К.: КЭКЦ, 2002. — 136 с.  [Архівовано 17 березня 2016 у Wayback Machine.]
- «Основы экологическое этики» Гл. «Основные направления» [Архівовано 2 травня 2013 у Wayback Machine.]
- «Экологическая этика» [Архівовано 4 березня 2016 у Wayback Machine.]. Патрик Кэрри // Polity, 2005. — 224 с. ISBN 978-0-7456-2908-7
- «Манифест Земли»
- Мировоззренческие основания экоцентризма [Архівовано 4 березня 2016 у Wayback Machine.] // Изв. Томск. Политех. Ун-та, 2005 № 1
- Ecospheric Ethics [Архівовано 8 червня 2013 у Wayback Machine.]
- Marginalization of Ecocentrism [Архівовано 1 січня 2014 у Wayback Machine.]